# Marcos Ligato
Marcos Ligato (ur. 22 listopada 1977 w Rio Ceballos) – argentyński kierowca rajdowy. W 2005 roku zajął 3. miejsce w klasyfikacji Production Cars WRC.
W 1998 roku Ligato zadebiutował w Rajdowych Mistrzostwach Świata. Pilotowany przez Rubéna Garcíę i jadący Subaru Imprezą WRX zajął wówczas 14. miejsce w Rajdzie Argentyny. W 2001 roku startował samochodem Mitsubishi Lancer Evo 6 w Mistrzostwach Świata w klasyfikacji samochodów fabrycznych PCWRC. Zajął 4. miejsce zwyciężając w Rajdzie Finlandii. W 2003 roku startował zarówno w PCWRC Mitsubishi Lancerem Evo 7, jak i Junior WRC samochodem Fiat Punto S1600. Także i w kolejnych latach brał udział w Production Car WRC. W 2005 roku zajął w 3. miejsce w tej rywalizacji za Japończykiem Toshihiro Araiem i Katarczykiem Nasirem al-Atijją, jednak nie wygrał wówczas żadnego rajdu w PCWRC. W latach 2007–2009 występował w Mistrzostwach Świata jedynie w Rajdzie Argentyny. W sezonie 2012 startował w całym cyklu PWRC samochodem Subaru Impreza STi.

## Występy w mistrzostwach świata
| Sezon | Zespół                      | Samochód                      | 1        | 2        | 3        | 4             | 5          | 6       | 7      | 8         | 9             | 10              | 11            | 12              | 13              | 14              | 15              | 16              | Punkty | Miejsce |
| ----- | --------------------------- | ----------------------------- | -------- | -------- | -------- | ------------- | ---------- | ------- | ------ | --------- | ------------- | --------------- | ------------- | --------------- | --------------- | --------------- | --------------- | --------------- | ------ | ------- |
| 1998  | Marcos Ligato               | Subaru Impreza WRX            | Monako   | Szwecja  | Kenia    | Portugalia    | Hiszpania  | Francja | 14     | Grecja    | Nowa Zelandia | Finlandia       | Włochy        | Australia       | Wielka Brytania |                 |                 |                 | 0      | -       |
| 1999  | Marcos Ligato               | Mitsubishi Lancer Evo 4       | Monako   | Szwecja  | Kenia    | Portugalia    | Hiszpania  | Francja | NU     | Grecja    | Nowa Zelandia | Finlandia       |               | Włochy          | Australia       | Wielka Brytania |                 |                 | 0      | -       |
| 2001  | Marcos Ligato/Top Run       | Mitsubishi Lancer Evo 6       | 13       | Szwecja  | DK       | NU            | NU         | NU      | 16     | 7         | 25            | NU              | NU            | Francja         | 27              | Wielka Brytania |                 |                 | 0      | -       |
| 2002  | Marcos Ligato/Top Run       | Mitsubishi Lancer Evo 6/Evo 7 | Monako   | Szwecja  | Francja  | Hiszpania     | NU         | 15      | Grecja | NU        | NU            | Niemcy          | Włochy        | 23              | NU              | Wielka Brytania |                 |                 | 0      | -       |
| 2003  | Marcos Ligato               | Fiat Punto S1600              | 18       | Szwecja  | NU       | Nowa Zelandia | Argentyna  | NU      | Cypr   | Niemcy    | 30            | Australia       | NU            | Francja         | Hiszpania       | Wielka Brytania |                 |                 | 0      | -       |
| 2003  | Marcos Ligato/Top Run       | Mitsubishi Lancer Evo 7       | Monako   | Szwecja  | Turcja   | 16            | NU         | Grecja  | 12     | NU        | Finlandia     | NU              | Włochy        | Francja         | Hiszpania       | Wielka Brytania |                 |                 | 0      | -       |
| 2004  | Marcos Ligato               | Subaru Impreza WRX STI        | Monako   | NU       | NU       | 12            | Cypr       | Grecja  | Turcja | NU        | Finlandia     | Niemcy          | Japonia       | Wielka Brytania | Włochy          | NU              | Hiszpania       | NU              | 0      | -       |
| 2005  | Subaru Argentina Rally Team | Subaru Impreza WRX STI        | Monako   | Szwecja  | Meksyk   | 15            | Włochy     | 16      | 15     | Grecja    | Argentyna     | Finlandia       | Niemcy        | 20              | 19              | Francja         | Hiszpania       | 28              | 0      | -       |
| 2005  | Bozian Racing               | Peugeot 206 WRC               | Monako   | Szwecja  | Meksyk   | Nowa Zelandia | Włochy     | Cypr    | Turcja | Grecja    | 13            | Finlandia       | Niemcy        | Wielka Brytania | Japonia         | Francja         | Hiszpania       | Australia       | 0      | -       |
| 2006  | Marcos Ligato               | Mitsubishi Lancer Evo 9       | Monako   | Szwecja  | 17       | Hiszpania     | Francja    | 28      | Włochy | 24        | Niemcy        | Finlandia       | 10            | Cypr            | Turcja          | NU              | Nowa Zelandia   | Wielka Brytania | 0      | -       |
| 2007  | Tango Rally Team            | Mitsubishi Lancer Evo 9       | Monako   | Szwecja  | Norwegia | Meksyk        | Portugalia | 14      | Włochy | Grecja    | Finlandia     | Niemcy          | Nowa Zelandia | Hiszpania       | Francja         | Japonia         | Irlandia        | Wielka Brytania | 0      | -       |
| 2008  | Marcos Ligato               | Mitsubishi Lancer Evo 9       | Monako   | Szwecja  | Meksyk   | NU            | Jordania   | Włochy  | Grecja | Turcja    | Finlandia     | Niemcy          | Nowa Zelandia | Hiszpania       | Francja         | Japonia         | Wielka Brytania |                 | 0      | -       |
| 2009  | Marcos Ligato               | Mitsubishi Lancer Evo 10      | Irlandia | Norwegia | Cypr     | Portugalia    | 10         | Włochy  | Grecja | Polska    | Finlandia     | Australia       | Hiszpania     | Wielka Brytania |                 |                 |                 |                 | 0      | -       |
| 2012  | Marcos Ligato               | Subaru Impreza STi            | Monako   | Szwecja  | Meksyk   | Portugalia    | 15         | NU      | 16     | Finlandia | 19            | Wielka Brytania | Francja       | 16              | 22              |                 |                 |                 | 0      | -       |

### Starty w PWRC
| Sezon | Zespół        | Samochód                 | 1   | 2      | 3     | 4      | 5     | 6     | 7     | 8     | 9 | Punkty | Miejsce |
| ----- | ------------- | ------------------------ | --- | ------ | ----- | ------ | ----- | ----- | ----- | ----- | - | ------ | ------- |
| 2007  | Marcos Ligato | Mitsubishi Lancer Evo 9  | SWE | MEX    | ARG 5 | GRE    | NZE   | JPN   | IRL   | GBR   |   | 4      | 25.     |
| 2008  | Marcos Ligato | Mitsubishi Lancer Evo 9  | SWE | ARG NU | GRE   | TUR    | FIN   | NZE   | JPN   | GBR   |   |        | .       |
| 2009  | Marcos Ligato | Mitsubishi Lancer Evo 10 | NOR | CYP    | POR   | ARG 2  | ITA   | GRE   | AUS   | GBR   |   | 8      | 12.     |
| 2012  | Marcos Ligato | Subaru Impreza STi       | MCO | MEX    | ARG 4 | GRE NU | NZE 1 | DEU 3 | ITA 2 | SPA 2 |   | 88     | 2.      |